# Tsukamoto Taishi
Taishi Tsukamoto (sinh ngày 4 tháng 7 năm 1985) là một cầu thủ bóng đá người Nhật Bản.

## Sự nghiệp câu lạc bộ
Taishi Tsukamoto đã từng chơi cho Omiya Ardija.